# Верушовски окръг
 Верушовски окръг (на полски: Powiat wieruszowski) е окръг в Централна Полша, Лодзко войводство. Заема площ от 577,13 км2. Административен център е град Верушов.

## География
Окръгът се намира в историческата област Велюнска земя. Разположен е в югозападната част на войводството.

## Население
Населението на окръга възлиза на 42 372 души (2012 г.). Гъстотата е 73 души/км2.

## Административно деление
Административно окръгът е разделен на 7 общини.
Градско-селска община:
- Община Верушов

Селски общини:
- Община Болеславец
- Община Галевице
- Община Лубнице
- Община Лютутов
- Община Соколники
- Община Частари

## Фотогалерия
- Верушов
- Болеславец
- Сколники